# Суперкубок Гібралтару з футболу 2006
Суперкубок Гібралтару з футболу 2006 — 7-й розіграш турніру. Матч відбувся 1 жовтня 2006 року між чемпіоном і володарем кубка Гібралтару клубом Ньюкасл та віце-чемпіоном Гібралтару клубом Манчестер Юнайтед.
| Володар Суперкубка Гібралтару 2006 |
| ---------------------------------- |
|                                    |
| Манчестер Юнайтед Другий титул     |

## Матч

### Деталі
| 1 жовтня 2006 |

| Ньюкасл | 2:2 пен. 2:4 | Манчестер Юнайтед |
| ------- | ------------ | ----------------- |
|         |              |                   |

| Вікторія, Гібралтар |